# 淡路 (海防艦)
淡路（あわじ/あはぢ）は、日本海軍の海防艦。
御蔵型海防艦の3番艦。艦名は兵庫県の淡路島にちなむ。
1944年（昭和19年）1月25日に竣工し、2月15日附で第一海上護衛隊に編入される。
ヒ65船団を護衛中の1944年（昭和19年）6月2日、台湾沖合で米潜水艦の雷撃によって撃沈された。
ヒ65船団部隊に向けて放たれた魚雷から船団を守るための身を挺した行動とされている。

## 艦歴
マル急計画の海防艦甲型、第310号艦型の15番艦、仮称艦名第324号艦として計画。1942年2月14日、海防艦乙型の基本計画（基本計画番号E20）が決定したため、それに従って建造されることとなった。当初は第322号艦型となっていたが、後に予定を繰り上げて第320号艦を第1艦とした第320号艦型に改められた。
1943年（昭和18年）6月1日、日立造船株式会社桜島造船所で起工。8月31日、建造中の駆逐艦2隻・海防艦3隻・掃海艇1隻・駆潜艇1隻は同時に命名され、日立造船の仮称第324号艦は淡路と命名される。本籍を呉鎮守府と仮定。淡路は御蔵型の3番艦に定められる。10月30日、進水。
1944年（昭和19年）1月25日、淡路は竣工した。本籍を呉鎮守府、役務を呉鎮守府警備海防艦にそれぞれ定められる。同日付で呉防備戦隊に編入された。淡路は訓練に従事する。
2月上旬、軍令部から連絡をうけた呉鎮守府は、高松宮宣仁親王（海軍大佐、昭和天皇弟宮）が佐伯を訪れた際、「淡路」を見学してもらうよう呉防備戦隊に通達した。2月10日、宣仁親王は佐伯を訪問し、淡路を視察した。
2月15日、淡路は呉防備戦隊より除かれ、海上護衛総司令部隷下の第一海上護衛隊に編入される。
同日から24日まで呉海軍工廠で整備。25日、モタ06船団（西松輸送1号）（加入船舶9隻、特務艦室戸協力）に合流するため単艦で呉を出発した。
26日午前7時、モタ06船団部隊は内海西部を出撃する。3月4日、モタ06船団部隊は台湾高雄に到着した。
モタ06船団護衛を終えた淡路は、しばらく高雄周辺の護衛や対潜掃蕩に従事する。3月10日以降、淡路はサタ07船団の護衛に協力した。18日以降、淡路はマタ13船団（船舶6隻）の護衛に協力した。
19日午前中、台湾安平港近海でヒ48船団を護衛していた海防艦占守が座礁したので、淡路と第38号哨戒艇は占守救援を命じられた。
3月24日、淡路、第19号駆潜艇、特設砲艦北京丸は、タサ31船団（16隻）を護衛して高雄を出発した。
4月1日、ベトナムのサンジャックに到着したが、主機械の故障が発生したためタサ31船団部隊から分離する。4月4日夜、淡路は単艦でサンジャックを出発、シンガポールに移動した。7日午後、シンガポールに到着する。翌8日から27日まで、シンガポールの第百一海軍工作部で主機械の修理に従事した。27日午前10時、シミ01船団に合流するためシンガポールを出発する。28日、シミ01船団と合流し、30日午前中にボルネオ島ミリ着。
5月4日、淡路は駆逐艦蓮や第38号哨戒艇らと共に、ミ02船団（加入船舶17隻）を護衛してミリを出発した。
5月6日午前8時頃、捕鯨母船（代用タンカー）日新丸がアメリカ潜水艦クレヴァルの雷撃で沈没した。
ミ02船団部隊は5月10日にマニラ到着、13日に出発する。高雄を経由し、23日北九州六連沖に到達した。ここで淡路は単艦佐世保へ移動し、翌24日より佐世保海軍工廠で探信儀記録器の設置工事に従事する。
5月下旬、淡路はヒ65船団を護衛してシンガポールに向かうことになった。第七護衛船団司令部（司令官松山光治海軍少将、参謀宇垣環大佐）がヒ65船団部隊の指揮をとり、松山少将は練習巡洋艦香椎に将旗を掲げた。
特殊揚陸艦神州丸を含む10隻を、大鷹型航空母艦海鷹、護衛艦艇（淡路、千振、第十九号海防艦、駆潜艇60号、敷設艇燕）が護衛した。
5月29日、ヒ65船団部隊は門司を出発した。
6月1日の日没後、雨で視界が悪化する中、ヒ65船団部隊は台湾島東方沖合を航行していた。6月2日午前2時すぎ、火焼島東方北緯22度42分 東経121度42分 / 北緯22.700度 東経121.700度の地点でアメリカ潜水艦ギターロの攻撃を受ける。ギターロはタンカーに向けて魚雷を6本発射し、その魚雷を発見した淡路は船団旗艦（香椎）に魚雷発見を報告、直後に雷跡に入り込み、魚雷が命中した淡路は轟沈した。さらに淡路搭載の爆雷が水中で爆発し、ヒ65船団は大混乱に陥っていったん四散した。淡路海防艦長の仁木幸造少佐以下乗員76名が戦死したほか、5名が第19号海防艦に、数名が千振に救助されたが、戦傷死者が出た。
なおギターロは有馬山丸（三井商船、8,967総トン）にも魚雷を命中させていたが、不発もしくは早爆のため有馬山丸の損害は軽微であった。だが有馬山丸は神州丸に衝突し、衝突の衝撃で神州丸搭載中の爆雷が誘爆、神州丸は航行不能となった。神州丸は香椎に曳航されて台湾島へ退避した。
7月10日、淡路は御蔵型海防艦から削除され、帝国海防艦籍から除かれた。淡路の艦名は海上自衛隊の掃海艇「あわじ」に引き継がれた。

## 海防艦長
艤装員長
1. 仁木幸造 少佐：1943年12月30日 - 1944年1月25日

海防艦長
1. 仁木幸造 少佐：1944年1月25日 - 1944年6月2日 戦死、同日付任海軍中佐

### 注
1. ↑  これは第310号艦型の価格であり、基本計画番号E20としての価格ではない。
2. ↑  この数字は特修兵を含まない。
3. ↑  マル急計画の当初計画での番数。
4. ↑  『戦史叢書46巻』370ページでは、門司出発時のモタ01船団について、パラオ向け3隻と昭南他方面向け7隻とする[20]。
5. ↑  パラオ行船団（タパ04船団部隊）は7日に台湾を出発した[26]。
6. ↑  第38号哨戒艇は、元樅型駆逐艦の蓬（1922年8月竣工）、旧式化により1940年（昭和15年）4月1日付で哨戒艇に類別変更された[31]。
7. ↑  香椎は水上偵察機を搭載していたが、ヒ65船団護衛時は損傷しており使用できなかった[47]。
8. ↑  『戦史叢書46巻』379ページでは、ヒ65船団加入船舶を12隻とする[50]。『日本軽巡戦史』556ページの編成表によれば、マニラ行（神州丸、香椎丸、有馬山丸、辰和丸、まにら丸、 知床）、シンガポール行（御室山丸、厳島丸、瑞鳳丸、新東邦丸）、淡路沈没後に合流（タンカー仁栄丸、第七号海防艦、第十一号海防艦）[9]。
9. ↑  海鷹は第九三一海軍航空隊の九七式艦上攻撃機 12機を搭載した[51]。
10. ↑  戦時日誌第一項第二号(ロ)の記述による[57]。戦時日誌別表第二「船団護衛状況（馬来直航々路）」では東経121度24分としている[58]。
11. ↑  第19号海防艦主計長は、淡路沈没から3時間後に香椎から「淡路が右に敵潜水艦を発見」との暗号電報があったと回想している[59]。
12. ↑  第19号海防艦主計長によれば淡路乗組員3名救助後、艦上で2名死亡[63]。
13. ↑  石山泰三（当時、千振海防艦長）によれば、淡路生存者の大半は水中爆発が原因とみられる腹痛により、病院で全員死亡したとする[64]。
14. ↑  『日本軽巡戦史』557ページでは「神州丸は香椎に曳航され台湾高雄に入港し、2隻を千振が護衛した。」…と記述する[9]。千振艦長は「神州丸を曳航する香椎を、千振と第19号海防艦が台湾基隆まで護衛した」…と回想する[62]。第19号海防艦主計長は「第19号海防艦は健在船舶を護衛して6月3日高雄入港後、あらためて単独出撃、神州丸を基隆まで護衛した」…と回想する[54]。
15. ↑  第一海上護衛隊は、ミ05船団に対し基隆にて神州丸搭載陸兵の各船移乗を命じた[67]。6月8日から9日にかけて、ミ05船団が台湾基隆に寄港した[68]。6月10日から11日の高雄寄港後、ミ05船団に有馬山丸が加わった[69]。